# Forte Geremia
Il forte Geremia è una fortezza militare dell'Appennino Ligure occidentale, che sorge (ad un'altitudine di 806 m s.l.m.) sull'anticima orientale del Bric Geremia, un rilievo del crinale appenninico principale. Si trova a brevissima distanza dalla costa ligure (7 km in linea d'aria) e nel punto in cui convergono le valli del Cerusa, quella del Leiro e la valle Stura.

## Geografia
Amministrativamente l'area ricade nel territorio comunale di Masone (GE), trovandosi a ridosso del confine con i comuni di Genova e di Mele, cui appartengono rispettivamente il versante meridionale ed orientale del Bric Geremia, l'altura sulla quale fu edificato il complesso fortificato.
Il forte Geremia non è visibile dalla vicina strada provinciale 456 del passo del Turchino, poiché ben mimetizzato da un terrapieno inerbito, che si confonde con l'area sommitale del rilievo montuoso, dalle finestre del forte e dalla sommità del terrapieno stesso si può usufruire di una spettacolare panoramica sulla costa ligure tra Voltri e Crevari e sul versante orientale del massiccio montuoso del Beigua; la facciata principale del forte, esposta a Ovest-Nord-Ovest risulta invece ben distinguibile dal Bric del Dente, dal vicino monte Giallo e dalla sottostante Sella del Barnè, nonché da un ampio tratto della strada provinciale del Faiallo, che transita in prossimità del forte Geremia.

## Storia e descrizione
Il forte fu costruito dal genio militare del Regno d'Italia, verso la fine del XIX secolo, sull'ampia anticima orientale del Bric Geremia (819 m) dal quale prende il nome, formava un complesso di fortificazioni che, assieme alla vicina Batteria Aresci (ora semidistrutta), aveva lo scopo di controllare il passo del Turchino e le valli adiacenti. La decisione della sua edificazione fu voluta per un maggior controllo del valico appenninico che, a partire dalla fine del XIX secolo, assunse grande importanza storica e commerciale per le vallate del Ponente genovese e per la stessa Genova.
Le due costruzioni difensive, circondate da un notevole fossato, furono dotate di un telegrafo e di una strada militare permettendo così un rapido collegamento viario e di comunicazione. Presidiata fino alla prima guerra mondiale la Batteria Aresci fu interessata il 28 gennaio del 1914 da un'esplosione della polveriera che, oltre a causare la morte di alcuni soldati, danneggiò alcune parti della batteria. Successivamente abbandonata, principalmente per mancanza di utilizzo bellico, della batteria rimangono ancora oggi visibili il corpo di guardia e l'antistante piazzale dove, a fianco, sorgevano le postazioni di fuoco e la caserma.
Il forte Geremia si presenta invece come una caserma in pietra su due piani e in discrete condizioni strutturali nonostante l'abbandono dopo la seconda guerra mondiale. Secondo studi approfonditi la caserma poteva contenere più di cento unità di truppa e l'armamento era composto da due cannoni da 9 BR/Ret e da sei cannoni da 12 BR/Ret controllando così il vallone del Turchino e le alture dello Stura e Vezzulla. La polveriera, isolata da un'intercapedine ad anello, fu ricavata all'interno del monte Geremia e ancora oggi una galleria-corridoio permette di raggiungerla dalla caserma. In un'estremità della caserma è presente una caponiera avente lo scopo di controllo dell'ingresso, del piazzale antistante e soprattutto della strada di accesso al forte.
Forte Geremia è di proprietà del comune di Masone che, grazie ad un recente lavoro di restauro e conservazione (terminati nel 2012), lo ha trasformato in un centro visite e di sosta attrezzata del Parco naturale regionale del Beigua. Da settembre 2016 un'associazione si occupa della gestione, utilizzando la struttura come rifugio con camerate per dormire e servizio pranzo e cena, ospitando durante l'anno eventi di vario genere.